# 平成7年台風第12号
平成7年台風第12号（へいせい7ねんたいふうだい12ごう、国際名：オスカー〔Oscar〕）は、1995年（平成7年）9月に関東地方に接近した台風である。

## 概要

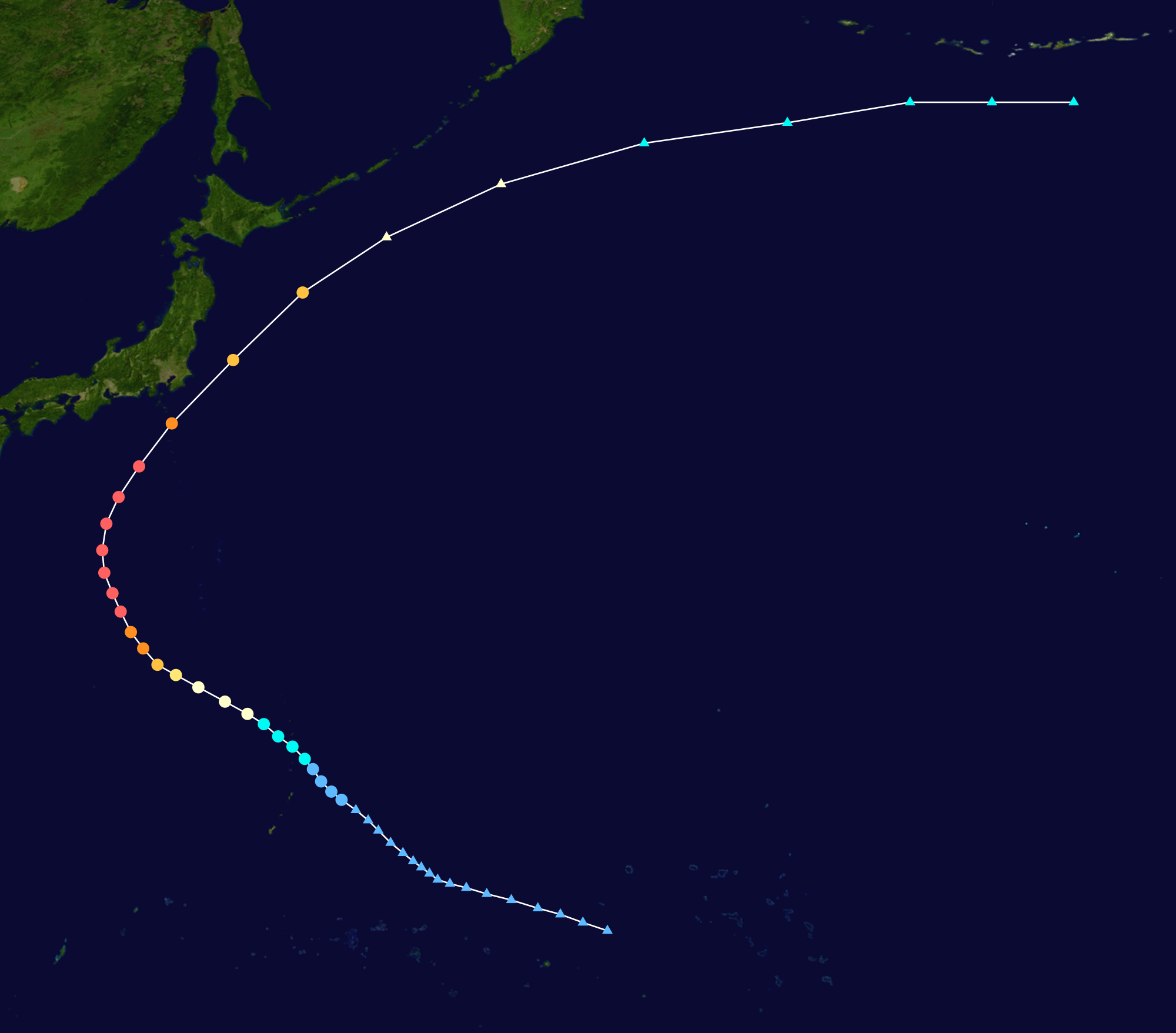
経路図

1995年9月13日、サイパン島の北で発生した台風12号は、その後急速に勢力を強め、超大型の非常に強い台風となった。9月15日に最盛期を迎え、中心気圧925ヘクトパスカル、最大風速50m/sの勢力となったほか、16日には強風域も最大となった。12号は17日、八丈島付近を通過し、関東地方に接近した後に三陸沖から北海道の東海上へと進み、18日に温帯低気圧に変わった。
この台風は北緯35度を越えてもなお非常に強い勢力であった。関東上陸はせず、首都圏の直撃は免れたため、関東地方では千葉県銚子市で潮位偏差77cmを観測したに留まった。しかし、この台風が仮に上陸し、関東を直撃していたとしたら、かなり強い勢力での上陸となっていた可能性があったと推測されており、東京で2.1ｍ、千葉市で3.3ｍという伊勢湾台風クラスの潮位偏差が発生していたというシミュレーション計算の結果もある。台風通過時には八丈島で最低海面気圧932.4hPaが記録され、これは関東地方における第1位の記録である。またこの台風は、強風域が非常に大きかったことも特徴の1つで、その直径は2,150 km、半径は南側1,200 km・北側950 kmであった。こちらは1951年の統計開始以降では5番目に大きい台風の強風域である。
本州の南海上には前線が停滞しており、台風の影響で暖湿気流が前線に向かって入り、前線の活動が活発化した。このため東海地方から東北地方にかけての各地で200mmを超える大雨となり、東京都三宅島で390mm、千葉県大多喜町黒原で357mm、伊豆大島（大島町）で352mmの降水量を観測。千葉県勝浦市では日降水量が232mmに達した。 また、三宅島で最大風速35.4m/s以上（最大瞬間風速55.4m/s以上）、千葉県銚子市で最大風速31.7m/s（同46.9m/s）の暴風を観測している。
| 順位 | 名称               | 国際名  | 年     | 強風域最大直径 (km) |
| ---- | ------------------ | ------- | ------ | ------------------- |
| 1    | 平成9年台風第13号  | Winnie  | 1997年 | 2360                |
| 2    | 昭和62年台風第13号 | Freda   | 1987年 | 2220                |
| 2    | 平成2年台風第12号  | Yancy   | 1990年 | 2220                |
| 2    | 平成9年台風第25号  | Keith   | 1997年 | 2220                |
| 5    | 令和3年台風第18号  | Kompasu | 2021年 | 2200                |
| 6    | 平成7年台風第12号  | Oscar   | 1995年 | 2130                |
| 7    | 昭和61年台風第10号 | Sarah   | 1986年 | 2040                |
| 7    | 平成2年台風第23号  | Kyle    | 1990年 | 2040                |
| 7    | 平成8年台風第9号   | Herb    | 1996年 | 2040                |
| 10   | 昭和56年台風第24号 | Gay     | 1981年 | 1940                |
| 10   | 平成13年台風第4号  | Utor    | 2001年 | 1940                |

## 被害
- 死者2名、行方不明者2名、負傷者28名
- 住家全壊19棟、半壊36棟
- 床上浸水111棟